# 桜花賞 (浦和競馬)
桜花賞（おうかしょう）は、埼玉県浦和競馬組合が浦和競馬場で施行する地方競馬の重賞競走（SI）である。正式名称は「農林水産大臣賞典 桜花賞」。
副賞は農林水産大臣賞、埼玉県知事賞、埼玉県浦和競馬組合管理者賞、日本地方競馬馬主振興協会会長賞、全国公営競馬主催者協議会会長賞、サンケイスポーツ賞、また生産牧場賞がある（2025年）。

## 概要
1955年に創設され、1960年までは牡馬も出走可能であった。1961年から牝馬限定戦として施行され、1995年からは南関東G1に格付けされている。1965年創設の関東オークス、1987年創設の東京プリンセス賞とともに南関東牝馬三冠の1つに位置付けられており南関東地区所属の3歳牝馬にとっては最初の目標となる競走である。
例年4月に施行されていたが2007年からは3月に施行が変更され、2006年度に限り当競走が2回施行された（地方競馬は会計年度が4月から翌年3月までのため）。
2010年から地方競馬全国交流競走となり、南関東地区以外の地方所属馬でも出走が可能と共にGRANDAME-JAPANの3歳シーズンの指定競走となる。他地区所属馬の出走枠は2019年までは3頭以下であったが、2020年から2頭以下となっている。
かつて施行されていた浦和競馬場の1600mコースは3コーナーと4コーナーの中間からスタートする特徴的なものだが、このレースでも2020年までの過去9回の優勝馬のうち7頭が枠番3より内側の馬であった。
2023年より距離を1500mへ変更し、併せて出走可能頭数が12頭に拡大された（浦和1600mの出走可能頭数は11頭であった）。

### 条件・賞金等（2025年）
出走資格
サラブレッド系3歳牝馬、地方競馬全国交流で他地区所属馬の出走枠は2頭以下と定められている。
以下の馬に優先出走権がある（詳細後述）。
- ユングフラウ賞（SII・浦和ダート1400m）の3着以上の馬
- 桃花賞（準重賞・大井ダート1600m）の1着馬
- URAWAなでしこオープンの1着馬。

負担重量
定量、55kg。
賞金額
1着3000万円、2着1050万円、3着600万円、4着300万円、5着150万円。
優先出走権付与
本競走で上位3着までに入った南関東所属馬には東京プリンセス賞の優先出走権が、優勝馬には関東オークスの優先出走権が付与される。

## 歴史
- 1955年 - 浦和競馬場のダート1600mのサラブレッド系4歳（現3歳）の南関東所属の牡馬・牝馬の重賞競走「桜花賞」として創設。
- 1960年 - 前年の9月1日から日本競馬の計時方式の変更に伴い、時計表示が1/5秒表示から1/10秒表示に変更。
- 1961年 - 出走条件を「サラブレッド系4歳（現3歳）牡馬・牝馬の南関東所属馬」から「サラブレッド系4歳（現3歳）牝馬の南関東所属馬」に変更。
- 1970年 - 川崎の佐々木竹見が騎手として史上初の3連覇。
- 1995年 - 南関東グレード導入により南関東G1に格付け。
- 1999年 - 10位入線の船橋のスーパールーブルが進路妨害により失格。
- 2001年 - 馬齢表示の国際基準への変更に伴い、出走条件を「サラブレッド系4歳牝馬の南関東所属馬」から「サラブレッド系3歳牝馬の南関東所属馬」に変更。
- 2007年 - 施行時期を4月から3月に変更。
- 2008年 - 南関東重賞格付け表記を南関東SIに変更。
- 2010年
  - 地方競馬全国交流競走として施行され、出走条件を「サラブレッド系3歳牝馬の地方所属馬」に変更。
  - GRANDAME-JAPAN・3歳シーズンに指定。
- 2011年 - 3月23日の開催予定が、3月11日に発生した東日本大震災の影響により中止。
- 2014年 - 断然の1番人気だったノットオーソリティが投票締切後に競走除外（右後肢跛行）となり、総発売票数の約70%が返還される事態となった[7]。
- 2023年 - 施行距離をダート1500mに変更し、フルゲートが11頭から12頭となる。
- 2025年
  - 1着賞金が3000万円に増額。
  - 負担重量が1kg加増し、55kgに変更。

### 歴代優勝馬
2022年まではダート1600m、2023年からはダート1500mで施行。
| 回数   | 施行日        | 優勝馬             | 性齢     | 所属     | タイム   | 優勝騎手   | 管理調教師   | 馬主                         |
| ------ | ------------- | ------------------ | -------- | -------- | -------- | ---------- | ------------ | ---------------------------- |
| 第1回  | 1955年4月10日 | イースタオー       | 牝3      | 船橋     | 1:44 0/5 | 木村万吉   | 木村万吉     | 大下常                       |
| 第2回  | 1956年4月5日  | ミナミパーク       | 牡3      | 川崎     | 1:43 4/5 | 勝又衛     | 鈴木春吉     | 篠田光江                     |
| 第3回  | 1957年4月17日 | キクハマ           | 牡3      | 大井     | 1:43 4/5 | 長沢保作   | 小暮嘉久     | 北沢元男                     |
| 第4回  | 1958年4月15日 | ダイニコトブキ     | 牡3      | 船橋     | 1:44 1/5 | 須田茂     | 出川己代造   | 出川日出                     |
| 第5回  | 1959年4月1日  | グローリーワイン   | 牝3      | 船橋     | 1:45 2/5 | 荒山徳一   | 佐竹海治     | 白井新平                     |
| 第6回  | 1960年4月7日  | イチトミシヨウ     | 牡3      | 大井     | 1:43.4   | 赤間清松   | 遠間波満行   | 富田庄吉                     |
| 第7回  | 1961年4月10日 | アリゾナホープ     | 牝3      | 大井     | 1:41.5   | 古野重孝   | 栗田武       | 吉田善一                     |
| 第8回  | 1962年4月7日  | ダイサンキヨサチ   | 牝3      | 大井     | 1:43.6   | 須田茂     | 阪本正太郎   | 佐藤清之助                   |
| 第9回  | 1963年4月3日  | ラツキーマミー     | 牝3      | 大井     | 1:42.2   | 渥美忠男   | 栗田金吾     | 井門昭二                     |
| 第10回 | 1964年4月2日  | イソゴ             | 牝3      | 川崎     | 1:44.1   | 松浦備     | 小笠原円之助 | 門倉肇                       |
| 第11回 | 1965年4月4日  | キヨクトー         | 牝3      | 大井     | 1:44.5   | 須田茂     | 長尾潔       | 長尾孝子                     |
| 第12回 | 1966年4月19日 | オリコ             | 牝3      | 川崎     | 1:42.7   | 佐々木竹見 | 三橋三吉     | 大塚喜久雄                   |
| 第13回 | 1967年4月13日 | ローレライ         | 牝3      | 船橋     | 1:41.8   | 木村和男   | 木村万吉     | 木村てる                     |
| 第14回 | 1968年4月9日  | ネバーマンナ       | 牝3      | 川崎     | 1:44.2   | 佐々木竹見 | 高月由次     | 鈴木よ志                     |
| 第15回 | 1969年4月15日 | トキヒノエ         | 牝3      | 川崎     | 1:41.0   | 佐々木竹見 | 新貝一雄     | 山口昭                       |
| 第16回 | 1970年4月2日  | ブレイブリー       | 牝3      | 川崎     | 1:43.4   | 佐々木竹見 | 大和田明     | 根岸寛                       |
| 第17回 | 1971年4月4日  | タニノカツヒメ     | 牝3      | 船橋     | 1:41.5   | 内野健二   | 岡林喜和     | 谷中勇                       |
| 第18回 | 1972年4月9日  | ヒンドライン       | 牝3      | 川崎     | 1:43.6   | 佐々木吉郷 | 河津晴一     | 安西競走馬（有）             |
| 第19回 | 1973年4月2日  | ワールドビツト     | 牝3      | 川崎     | 1:42.2   | 佐々木竹見 | 高橋満夫     | 松岡正雄                     |
| 第20回 | 1974年4月3日  | ミスフアラリス     | 牝3      | 船橋     | 1:44.1   | 高橋三郎   | 熊坂明       | 渡邉俊彦                     |
| 第21回 | 1975年4月14日 | ピープルクイン     | 牝3      | 浦和     | 1:43.4   | 本間茂     | 中島正治     | 伊藤三郎                     |
| 第22回 | 1976年4月7日  | ニツトウザクラ     | 牝3      | 川崎     | 1:42.3   | 竹島春三   | 勝又専次郎   | 村本豊                       |
| 第23回 | 1977年4月6日  | エビフブキ         | 牝3      | 大井     | 1:43.2   | 岡部盛雄   | 武森辰己     | 海老沼重雄                   |
| 第24回 | 1978年4月4日  | エースライン       | 牝3      | 船橋     | 1:41.4   | 田部和廣   | 熊坂明       | 安西競走馬（有）             |
| 第25回 | 1979年4月10日 | シヤドウ           | 牝3      | 川崎     | 1:41.3   | 橘真樹     | 高橋正豪     | 山内正孝                     |
| 第26回 | 1980年4月3日  | ベークルイーズ     | 牝3      | 船橋     | 1:42.9   | 岡島茂     | 谷口源吾     | 山本康久                     |
| 第27回 | 1981年4月2日  | コーナンルビー     | 牝3      | 大井     | 1:41.4   | 堀千亜樹   | 遠間波満行   | 越路玄太                     |
| 第28回 | 1982年4月2日  | セイダイカゲツ     | 牝3      | 船橋     | 1:43.0   | 伊藤修     | 金澤秀行     | 成恵不動産（株）             |
| 第29回 | 1983年4月6日  | ミルトツプ         | 牝3      | 大井     | 1:42.2   | 武井秀治   | 福永二三雄   | 田中治子                     |
| 第30回 | 1984年4月4日  | グレイスタイザン   | 牝3      | 川崎     | 1:41.8   | 森下博     | 佐々木國廣   | 船橋泰三                     |
| 第31回 | 1985年4月10日 | ハナブサクイン     | 牝3      | 大井     | 1:42.5   | 佐々木忠昭 | 高柳恒男     | 飯島英夫                     |
| 第32回 | 1986年4月23日 | ミネノオウカン     | 牝3      | 川崎     | 1:41.5   | 森下博     | 三潟隆五郎   | 菊池高嶺                     |
| 第33回 | 1987年4月28日 | タカネピニオン     | 牝3      | 船橋     | 1:43.0   | 柿本政男   | 松葉照雄     | 小山康則                     |
| 第34回 | 1988年4月6日  | レデイシヤイン     | 牝3      | 船橋     | 1:42.3   | 渡辺市郎   | 大河内敏雄   | 織戸光男                     |
| 第35回 | 1989年4月4日  | ロジータ           | 牝3      | 川崎     | 1:41.7   | 野崎武司   | 福島幸三郎   | 加藤富保                     |
| 第36回 | 1990年4月4日  | コトブキトミオー   | 牝3      | 大井     | 1:43.6   | 赤嶺本浩   | 五百藏幸雄   | 栗原富男                     |
| 第37回 | 1991年4月11日 | スピードデオール   | 牝3      | 川崎     | 1:42.7   | 久保秀男   | 新貝啓介     | 市川不動産（株）             |
| 第38回 | 1992年4月8日  | エースポポ         | 牝3      | 船橋     | 1:43.4   | 佐藤正人   | 木村和男     | 榊原秀雄                     |
| 第39回 | 1993年4月14日 | ホワイトアリーナ   | 牝3      | 浦和     | 1:41.6   | 桑島孝春   | 野口孝       | 小野田健治                   |
| 第40回 | 1994年4月21日 | リワードルンゼ     | 牝3      | 大井     | 1:41.5   | 堀千亜樹   | 太田進       | 宮崎忠比古                   |
| 第41回 | 1995年4月5日  | ナイキグレース     | 牝3      | 大井     | 1:43.2   | 的場文男   | 長沼正義     | 小野誠治                     |
| 第42回 | 1996年4月3日  | ミキノダンサー     | 牝3      | 浦和     | 1:41.5   | 佐藤隆     | 廣瀬龍夫     | 谷口久和                     |
| 第43回 | 1997年4月16日 | シルバーアクト     | 牝3      | 船橋     | 1:43.5   | 石崎隆之   | 北川亮       | 片田静惠                     |
| 第44回 | 1998年4月22日 | ダイアモンドコア   | 牝3      | 川崎     | 1:43.5   | 森下博     | 井上宥蔵     | （株）システムコア           |
| 第45回 | 1999年4月21日 | ワンダールナ       | 牝3      | 浦和     | 1:42.3   | 見澤譲治   | 鈴木勝文     | 山本信行                     |
| 第46回 | 2000年4月19日 | アミー             | 牝3      | 船橋     | 1:42.8   | 山中尊徳   | 金澤豊       | 大野肇江                     |
| 第47回 | 2001年4月11日 | ナミ               | 牝3      | 大井     | 1:41.8   | 的場文男   | 蛯名末五郎   | 中田和宏                     |
| 第48回 | 2002年4月3日  | ラヴァリーフリッグ | 牝3      | 船橋     | 1:41.5   | 石崎隆之   | 出川克己     | 村中徳広                     |
| 第49回 | 2003年4月3日  | メモリヒメ         | 牝3      | 大井     | 1:42.1   | 堀千亜樹   | 鈴木冨士雄   | 白瀬常雄                     |
| 第50回 | 2004年4月6日  | カネマサヴィーナス | 牝3      | 川崎     | 1:42.5   | 左海誠二   | 三橋三吉     | 前田政雄                     |
| 第51回 | 2005年4月13日 | ミライ             | 牝3      | 川崎     | 1:39.5   | 金子正彦   | 安池成実     | 小笠原啓一                   |
| 第52回 | 2006年4月26日 | チャームアスリープ | 牝3      | 船橋     | 1:40.8   | 内田博幸   | 佐藤賢二     | 山口美樹                     |
| 第53回 | 2007年3月21日 | マルノマンハッタン | 牝3      | 浦和     | 1:44.2   | 石崎隆之   | 阿部秀一     | 齋藤實                       |
| 第54回 | 2008年3月19日 | フィリアレギス     | 牝3      | 川崎     | 1:43.9   | 戸崎圭太   | 池田孝       | （有）市川ファーム           |
| 第55回 | 2009年3月20日 | ネフェルメモリー   | 牝3      | 船橋     | 1:41.0   | 戸崎圭太   | 川島正行     | 木谷ツヤ                     |
| 第56回 | 2010年3月24日 | ショウリダバンザイ | 牝3      | 大井     | 1:42.5   | 真島大輔   | 高岩孝敏     | 林正夫                       |
| 第57回 | 開催中止      | 開催中止           | 開催中止 | 開催中止 | 開催中止 | 開催中止   | 開催中止     | 開催中止                     |
| 第58回 | 2012年3月21日 | コテキタイ         | 牝3      | 川崎     | 1:43.8   | 張田京     | 内田勝義     | （有）グランド牧場           |
| 第59回 | 2013年3月21日 | イチリュウ         | 牝3      | 川崎     | 1:41.5   | 的場文男   | 内田勝義     | （有）グランド牧場           |
| 第60回 | 2014年3月27日 | シャークファング   | 牝3      | 大井     | 1:42.8   | 矢野貴之   | 秋吉和美     | 鮫島明洋                     |
| 第61回 | 2015年3月25日 | ララベル           | 牝3      | 大井     | 1:42.3   | 真島大輔   | 荒山勝徳     | 吉田照哉                     |
| 第62回 | 2016年3月23日 | モダンウーマン     | 牝3      | 川崎     | 1:41.9   | 山崎誠士   | 佐々木仁     | （有）グランド牧場           |
| 第63回 | 2017年3月29日 | スターインパルス   | 牝3      | 浦和     | 1:42.8   | 石崎駿     | 小久保智     | 坂本順子                     |
| 第64回 | 2018年3月21日 | プロミストリープ   | 牝3      | 大井     | 1:41.6   | 御神本訓史 | 藤田輝信     | （有）シルクレーシング       |
| 第65回 | 2019年3月27日 | トーセンガーネット | 牝3      | 浦和     | 1:40.4   | 左海誠二   | 小久保智     | 島川隆哉                     |
| 第66回 | 2020年3月25日 | アクアリーブル     | 牝3      | 船橋     | 1:41.2   | 山本聡哉   | 佐藤賢二     | （有）新生ファーム           |
| 第67回 | 2021年3月31日 | ケラススヴィア     | 牝3      | 浦和     | 1:42.1   | 森泰斗     | 小久保智     | 小田吉男                     |
| 第68回 | 2022年3月17日 | スピーディキック   | 牝3      | 浦和     | 1:41.8   | 御神本訓史 | 藤原智行     | 加藤鈴幸                     |
| 第69回 | 2023年3月22日 | メイドイットマム   | 牝3      | 船橋     | 1:35.0   | 本橋孝太   | 石井勝男     | （有）木村牧場               |
| 第70回 | 2024年3月27日 | プリンセスアリー   | 牝3      | 浦和     | 1:36.9   | 森泰斗     | 岡田一男     | ライフエンタープライズ（株） |
| 第71回 | 2025年3月20日 | プラウドフレール   | 牝3      | 船橋     | 1:33.5   | 張田昂     | 川島正一     | 小島俊治                     |

※優勝馬の馬齢は2000年以前も現表記を用いている。

## トライアル競走

### 桃花賞
1991年から桜花賞のトライアル競走として南関東準重賞競走（1994年まではオープン特別競走）「桃花賞」が大井競馬場ダート1600mで施行されている。この競走で上位2着までには本競走への優先出走権が与えられていたが2012年は桜花賞に優先出走できるのは優勝馬に限られ、加えて上位2着までにユングフラウ賞の優先出走権を与える形に変更された。2018年はトライアル競走から外れたが、2019年には優勝馬に桜花賞の優先出走権が与えられるトライアルに戻された。なお、桃花賞に出走した競走馬の中で8頭が本競走を制している。

### ティアラカップ
2003年まで、桜花賞のトライアル競走として「ティアラカップ」という特別競走が浦和競馬場ダート1600m（1992年はダート1400m）で施行されていた。この競走で1着馬のみ、本競走への優先出走権が与えられていた。トライアル競走でありながら出走条件は3歳牝馬オープンではなく、3歳牝馬の条件選抜として行われ優先出走権を争う競走の中で日本で唯一オープン馬の出走ができないトライアル競走であった。なお、ティアラカップに出走した競走馬の中で本競走を制した馬は1頭も出ていない（1993年に制した浦和のイチナリクリゲの2着入賞が最高入着）。
ティアラカップは2021年においてはしらさぎ賞トライアルの準重賞（A2以下）として施行されている。

### URAWAなでしこオープン
2024年からトライアルとなったオープン特別競走。浦和競馬場のダート1400mで1月に施行されており、優勝馬に本競走の優先出走権が付与される。

## 他地区所属馬の成績
| 回次             | 馬名               | 所属   | 着順 |
| ---------------- | ------------------ | ------ | ---- |
| 第56回（2010年） | コロニアルペガサス | 笠松   | 4着  |
| 第56回（2010年） | ラブミーチャン     | 笠松   | 取消 |
| 第58回（2012年） | アルドラ           | 金沢   | 7着  |
| 第59回（2013年） | エイシンルンディー | 笠松   | 5着  |
| 第59回（2013年） | ルード             | 笠松   | 10着 |
| 第61回（2015年） | トーコーヴィーナス | 園田   | 2着  |
| 第63回（2017年） | ハリアー           | 笠松   | 10着 |
| 第64回（2018年） | プリムラジュリアン | 北海道 | 10着 |
| 第65回（2019年） | ナラ               | 笠松   | 6着  |
| 第67回（2021年） | ニジイロ           | 愛知   | 5着  |

第60回、第62回、第66回、第68回、第69回、第70回、第71回は他地区所属馬の参戦なし。

### 各回競走結果の出典
- 桜花賞競走優勝馬 - 南関東4競馬場公式サイト
- 桜花賞 歴代優勝馬 - 地方競馬全国協会